# Xabarín Club
Xabarín Club es un programa infantil y juvenil de la Televisión de Galicia (TVG) que fue puesto en antena el 18 de abril de 1994, contando como protagonista a un jabalí antropomorfo: Xabarín («xabarín» significa «jabalí» en gallego). 
Entre sus colaboradores se encontraba el guionista y director de cine Jesus Fernandez.
Incluye series de dibujos animados, videoclips de grupos musicales y espacios de producción propia. A Cantar con Xabarín es una serie de cinco CD grabados por grupos gallegos significativos, tales como Siniestro Total, Heredeiros da Crus, Aerolíneas Federales, Nación Reixa, Os Diplomáticos de Monte Alto, Killer Barbies, Blood Filloas y también portugueses y de países lusófonos africanos para el programa. 
En la segunda mitad de la década de 1990, Xabarín se convirtió en un fenómeno social con más de 100.000 niños afiliados (83.065 afiliados activos en 2004), y con las "Xabaxiras" (1998), conciertos de la música del programa, que vieron millares de niños gallegos. Es en el año 2000 cuando se incorporan al Xabarín Club nuevas caras: tres presentadores adolescentes que sin duda serían la alegría de los socios, manteniéndolos debidamente informados y entretenidos: Esteban Yáñez, Lorena Sebastián y Ana Múgica.

## Ficha técnica
- Dirección: Alberte Casal
- Realización: Marta Abalde, Gonzalo Pintos
- Postprodución: Ana Castelo
- Producción: Montse Besada, Rosa Lorenzo e Loli Fraga
- Guion: Xosefa Valiño
- Colaboración: Juanillo Esteban, Miguelanxo Prado, Manolo Romón, Paulo Novoa, Mofa e Befa, Nacho de la Cierva, Nuria Barreras, Víctor Coyote, Cristina Cameselle, Josito Porto, Anxos Lago, Nicolau Rodríguez e Xabier Viana

## Series emitidas por Xabarín Club
"Xabarín Club" incluía desde sus inicios programación infantil, juvenil y series de animación emblemáticas de los años 70, 80, 90, 2000, y 2010:
- Amigo lobo
- Black Jack
- Blue Dragon
- Banana Cabana
- Beyblade
- Bondi Band
- CatDog
- Capitán Planeta y los planetarios
- Código Lyoko
- Cosas de locos
- Cuentos de la Cripta
- Dinotrux
- Doraemon
- Detective Conan
- Dragon Ball
- Dragon Ball Z
- Dragon Ball GT
- Dragon Ball Kai
- Dr. Slump
- Dragon Quest: Las aventuras de Fly
- El amanecer de los Croods
- El mundo de Beakman
- El show de Peabody y Sherman
- El show del Correcaminos
- Freaky Stories
- Garfield y sus amigos
- Gran Sushi
- Heidi
- Inspector Gadget
- Kiteretsu
- Kochikame
- La abeja Maya
- La hormiga atómica
- La Máscara: la serie animada
- La oveja Shaun
- La pantera rosa
- La vida moderna de Rocko
- Legión de superhéroes
- Las Aventuras de Tíntin
- Las fabulosas aventuras de Moka!
- Looney Tunes
- Los nuevos cuentos de Félix el gato
- Los Picapiedra
- Los Supersónicos
- Mandibulín
- Martin Mystery
- Marsupilami
- MegaMan NT Warrior
- Minuscle
- Neon Genesis Evangelion
- Ninja Hattori
- Ninja Boy Rantaro
- Oggy y las cucarachas
- One Piece
- Os Bolechas
- Pelswick
- Perman
- Pingu
- Reboot
- Ren y Stimpy
- Sailor Moon
- Samurai Champloo
- Sargento Keroro
- Shin-Chan
- Space Goofs
- Soy Comadreja
- Teenage Mutant Ninja Turtles
- Teletubbies
- Timbuctoo
- Totally Spies!
- Tom y Jerry
- Thomas y sus Amigos
- Vaca y pollo
- Xiaolin Showdown
- Vickie el vikingo

## La nueva etapa del Xabarín Club
Xabarín estrenó nueva imagen en 2007 para celebrar en abril su 13º aniversario. En esta nueva etapa, el Xabarín Club invita a sus socios a iniciar nuevas aventuras como su nuevo X. Asimismo cuenta con nuevas secciones, como "Xabarín informa", que es un pequeño espacio en el que se da información de las noticias diarias que interesan a sus socios.
El Xabarín Club también trae muchas otras novedades de cine, vídeo y DVD; música y bandas sonoras de nuevos grupos gallegos, (que harán nuevas canciones para su programa) conciertos, discos, series de dibujos animados, cómics, mangas, eventos, muestras, certámenes, videojuegos, revistas y fanzines, literatura infantil y juvenil, y una agenda de recomendaciones para el fin de semana.

### Xabarín Club en tvG2
Actualmente se emite en el segundo canal de la TVG (tvG2).
Programación de Xabarín en tvG2: 
Lunes a viernes 
- 07:00 - 09:00 Xabarín Club
- 14:00 - 15:00 Xabarín Club
- 19:00 - 21:30 Xabarín Club

Sábados y domingos: 
- 09:00 - 11:00 Xabarín Club

## Presentadores

### Primeras Temporadas (1994-1999)
- Voz de Xabarín: Juanillo Esteban
- Doutor TNT: Carlos Portela
- Silvia Superstar (cantante de "The Killer Barbies")
- Manolo Romón
- Manuel Manquiña

### Generación Xabarín (1999-2007)
- Lorena Sebastián
- Ana Múgica
- Esteban Yáñez

### Temporada actual (2007-presente)
- Voz de Xabarín: Juanillo Esteban
- Manolo Romón
- Luis Tosar
- Xavier Viana
- Esteban Yáñez
- Josito Porto

## Personajes animados
- Xabarín, realizado por Miguelanxo Prado
- Clodio
- Tareixa
- Uxía
- Xonxa
- Carolo

- Datos: Q3481080
- Multimedia: Xabarín Club / Q3481080